# Elisha Kent Kane
Elisha Kent Kane (Filadèlfia, Pennsilvània, 3 de febrer de 1820 - l'Havana, Cuba, 16 de febrer de 1857) va ser un explorador estatunidenc i oficial mèdic de la Marina dels Estats Units que va prendre part en dues expedicions àrtiques de rescat de l'expedició de Sir John Franklin. Va estar present en el descobriment del primer campament on Franklin passà el primer hivern, però no arribà a assabentar-se del final tràgic de l'expedició.

## Biografia
Elisha Kent Kane va néixer a Filadèlfia el 3 de febrer de 1820, sent fill de John Kintzing Kane, jurista i polític demòcrata, i Jane Duval Leiper. El seu germà, Thomas L. Kane, va ser advocat, diplomàtic, abolicionista i general de cavalleria a la Guerra Civil nord-americana. Kane es va graduar a l'Escola de Medicina de la Universitat de Pennsilvània el 1842, i després d'exercir breument a Filadèlfia, el 14 de setembre de 1843 es va incorporar a la Marina, com a assistent de cirurgià. Aquell mateix any va servir a la Xina en una missió diplomàtica, dirigida per Caleb Cushing, que tenia com a finalitat aconseguir un acord comercial; posteriorment ho va fer a l'Esquadró d'Àfrica, i també va participar amb el Cos de Marines en la guerra entre Mèxic i els Estats Units, on va tenir un comportament heroic que li va reportar gran fama. Després va ser assignat a tasques poc destacades al USS Supply i el USS Walker.

### La primera expedició a l'Àrtida
El 1849 es va oferir voluntari per participar en la missió de rescat que s'estava organitzant per trobar l'expedició de Sir John Franklin. El maig va rebre l'ordre d'incorporar-se com a cirurgià de la Primera Expedició de Grinnell, finançada per Henry Grinnell. Els vaixells Advance i Rescue, comandats per Edwin de Haven, van salpar de Nova York el 22 de maig de 1850 camí de l'Àrtida. A la costa meridional de l'illa Devon trobaren proves d'un campament suposadament de Franklin. A l'illa de Beechey van trobar tres tombes de membres de la tripulació de Franklin, però sense cap indicació cap on haurien continuat el seu viatge. Després de passar l'hivern a l'Àrtida arribaren a Upernavik, a la costa de Groenlàndia, on el gel els fei desistir de seguir endavant abans d'afrontar una segona hivernada.

### La segona expedició a l'Àrtida

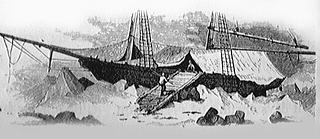
«The Advance, Second Winter, 1855» (gravat al llibre de Kane Arctic Explorations, Filadèlfia, 1856).

Kane organitzà i dirigí una segona expedició de rescat de l'expedició de Franklin, finançada novament per Grinnell. Va salpar de Nova York el 31 de maig de 1853 amb el vaixell Advance i una tripulació de 18 homes. Es dirigiren cap a Groenlàndia i l'estret de Smith, seguiren cap al nord, superant la navegació més al nord fins aquella data aconseguida per Edward Augustus Inglefield. Van seguir més al nord, però el fred i la formació de la banquisa els obligà a buscar refugi a finals d'agost, uns 70 km al nord d'Etah. Després de superar el llarg hivern polar, durant la primavera següent iniciaren expedicions d'exploració. Kane es dirigí cap al nord-est durant l'abril, sense trobar cap senyal de Franklin, però descobrí i batejà l'enorme glacera de Humboldt, que drena bona part del nord-est de Groenlàndia, i un formació rocallosa, el monument Tennyson. Descobriren aigües obertes més enllà de la glacera, però els intents per arribar-hi foren en va.

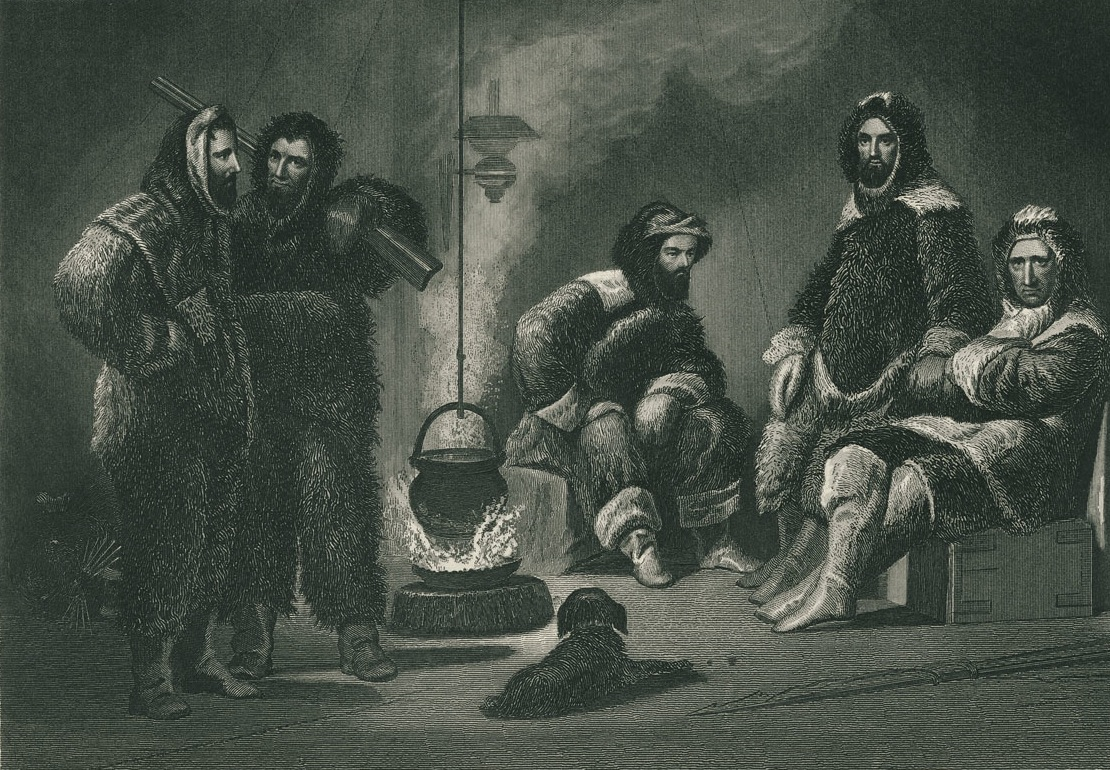
Segon hivern a Groenlàndia. Kane es troba al centre de la imatge.

El juliol de 1854 el gel encara els barrava el pas i a finals d'agost la major part de la tripulació planejaren un pla per fugir. Conscient de la impossibilitat d'evitar-ho Kane va permetre que marxessin i sols cinc es quedaren amb ell. El 5 de setembre Isaac Israel Hayes i vuit homes iniciaren la marxa a peu cap a Upernavik. Mentrestant, Kane es preparà per passar un nou hivern, esperant que els coneixements obtinguts l'any anterior servirien per fer-lo més suportable. El grup de desertors no aconseguiren arribar al seu destí i hagueren de fer-se enrere, tornant a bord de l'Advance el 12 de desembre, on foren ben rebuts.
Davant la impossibilitat de tornar a bord del vaixell decidiren fer-se a la mar a bord de petits bots el 20 de maig, navegant cap al sud, fins a ser recollits per un balener que els traslladà a Upernavik el 6 d'agost i posteriorment a Nova York, on arribaren l'11 d'octubre de 1855.

### Darrers anys
La recerca de Franklin va resultar infructuosa, però augmentà molt els coneixements de les terres àrtiques, ampliant el coneixement de noves terres i donant a conèixer al món la vida i costums de l'assentament inuit d'Etah. El 1856 Kane publicà el llibre Arctic explorations, en què detalla els fets ocorreguts durant l'expedició. El llibre marcà l'inici de la investigació científica a la regió i ajudà a tirar endavant les expedicions àrtiques estatunidenques.
L'esforç per escriure el llibre i els patiments soferts a l'Àrtida anaren minvant la seva salut. Amb tot, visità Anglaterra el novembre de 1856 per complir amb la seva promesa d'entregar personalment el seu informe a Lady Franklin, i posteriorment navegà fins a l'Havana, en un intent per recuperar la seva salut. Va morir allà el 16 de febrer de 1857, als 37 anys. El governador de Cuba acompanyà personalment les seves despulles fins a Nova Orleans, d'on fou traslladat fins a Cincinnati i Filadèlfia, en un trajecte que la gent omplí de gom a gom per rendir-li homenatge.

## Reconeixements
Kane va rebre moltes distincions, com les medalles del Congrés, de la Royal Geographical Society, i de la Société de géographie. El destructor USS Kane (DD-235) (1920-1946) va ser nomenat honor seu, així com més tard el USS Kane (T-AGS-27). Kane era maçó, i una prominent lògia maçònica a Nova York (Lògia núm. 454) va ser rebatejada amb el seu nom, Lògia Kane. Hi ha un cràter d'impacte a la Lluna que també duu el seu nom.

## Publicacions
- The United States Grinnell Expedition in Search of Sir John Franklin: A personal narrative; Philadelphia: Childs & Peterson, 1856, a Making of America Project.
- Arctic explorations: The second Grinnell expedition in search of Sir John Franklin, 1853,54,55; Philadelphia: Childs & Peterson, 1857, a Making of America Project.